# 천북남로
천북남로(Cheonbuknam-ro)는 대한민국의 경상북도 경주시 신평동에서 시작하여, 천북면 동산리를 거쳐 연결하는 도로이다.

## 노선 경로
- 삼거리 명칭 미상 - 보문로
- 천북교 (신당천)
- 삼거리 명칭 미상 - 천북로

## 주요 건물 및 시설
- 경주국립공원사무소 - 경상북도 경주시 천북남로 12
- 보문청소년수련원 - 경상북도 경주시 천북남로 176
- 경주승마리조트 - 경상북도 경주시 천북남로 196
- 경주생활체육공원 - 경상북도 경주시 천북남로 357
- 경주승마클럽 - 경상북도 경주시 천북남로 392